# Kaplica św. Ojca Pio w Kwidzynie
Kaplica świętego Ojca Pio w Kwidzynie – zabytkowa kaplica poprotestancka znajdująca się przy ulicy Basztowej w Kwidzynie, w województwie pomorskim.
Kaplica została wzniesiona w 1892 roku w stylu neogotyckim jako świątynia staroluterańska. Jest to budowla salowa, wzniesiona na planie prostokąta, posiadająca niską pięcioboczną absydę.
Obecnie jest to kaplica rzymskokatolicka pełniąca funkcję kościoła rektoralnego, w której odbywa się całodzienna adoracja Najświętszego Sakramentu.